# Quinault-Dufresne
Pour les articles homonymes, voir Quinault.
Abraham-Alexis Quinault, dit Quinault-Dufresne, né le 9 septembre 1693 à Verdun-sur-le-Doubs et mort à Paris le 12 février 1767, est un acteur français.

## Biographie
Fils puîné de Jean Quinault et frère cadet de Jean-Baptiste-Maurice, il débute à la Comédie-Française le 7 octobre 1712, à l'âge de dix-neuf ans, dans le rôle d'Oreste d'Électre de Crébillon.
Reçu le 21 décembre suivant, il convainc rapidement comme acteur tragique : en 1718, Voltaire lui demande de créer le rôle d'Œdipe. La duchesse de Berry, fille aînée du Régent, vient cinq fois de suite voir les représentations de l’Oedipe de Voltaire, alors qu’elle est enceinte et que la rumeur publique attribue sa grossesse à ses  relations incestueuses avec son père. On dit la féconde jeune veuve attirée par la beauté de Quinault-Dufresne, ce qui l’incite à braver l’opinion publique pour admirer le physique de l’acteur. Il créera ensuite les rôles de Titus dans Brutus (1730), d'Orosmane dans Zaïre (1732), d’Énée dans Didon, de Zamore dans Alzire (1736) et d'Euphémon fils dans L'Enfant prodigue (1736).
Destouches écrivit pour lui son Glorieux (1732), pièce qui mettait en scène la haute estime que le comédien avait de lui-même, proche de la fatuité.
Il se retira, en 1741, avec une pension de 1 000 livres, que le roi fit doubler eu égard à sa qualité de doyen des sociétaires.
Ayant épousé, en 1726, l'actrice Catherine-Marie-Jeanne Dupré Deseine, ce mariage n’a pas été heureux. Très ami des plaisirs, il a très rapidement dissipé la plus grande partie de la dot de sa femme et vendu pour plus de 15 000 livres de bijoux et de vêtements lui appartenant. Le nombre de ses créanciers augmentant toujours, celle-ci s’est vue obligée de demander la séparation de biens afin de sauvegarder le reste de sa dot.

## Rôles
- 1712 : Électre de Prosper Jolyot de Crébillon : Oreste
- 1718 : Œdipe de Voltaire : Œdipe
- 1721 : Esther de Jean Racine : Aman
- 1724 : Bérénice de Jean Racine : Antiochus
- 1732 : Zaïre de Voltaire : Orosmane
- 1734 : Didon de Lefranc de Pompignan : Énée
- 1736 : Alzire de Voltaire : Zamore